# Лобанове
Лоба́нове (до 1945 — Богемка, до 1861 — Джадра́, крим. Cadra) — село Джанкойського району Автономної Республіки Крим. Населення становить 1 507 осіб. Орган місцевого самоврядування — Лобанівська сільська рада. Розташоване в центрі району.

## Сучасний стан
У селі є середня школа, у якій навчаються 445 учнів і працюють 33 вчителі; будинок культури з залом на 550 місць, бібліотека, лікарня.

## Географія
Лобанове — велике село в степовому Криму, на північній стороні шосе М17 Херсон — Керч, висота центру села над рівнем моря — 24 м. Сусідні села: примикає Жилине (на південній стороні шосе), Луганське за 1,5 км на північ, Ударне за 0,5 км на північний схід і Ясне за 0,7 км на схід. Відстань до райцентру — близько 12 кілометрів, у селі знаходиться залізнична станція — Богемка (на лінії Джанкой-Армянськ).

## Історія
На околицях Лобанового знайдено залишки знарядь праці доби міді і кургани доби бронзи.
Село відомо з часів Кримського ханату, в його останній період воно входило до Орти Чонгарського кадилика Карасубазарського каймаканства, перша документальна згадка села зустрічається в «Камеральному Описі Криму» 1784 року.
22 лютого 1862 року у селі була заснована колонія переселенцями з Чехії., і до 1946 року воно називалось Богемка (чеськ. Bohemka). Сучасна назва на честь радянського льотчика, Героя Радянського Союзу Лобанова Євгенія Івановича.
За переписом 1926 року у селі проживало 380 осіб, їх них 324 чехи, 33 росіян, 14 українців, 6 німців, 1 кримський татарин.

## Населення

### Мова
Розподіл населення за рідною мовою за даними перепису 2001 року:
| Мова                | Відсоток |
| ------------------- | -------- |
| російська           | 76,11 %  |
| українська          | 13,67 %  |
| кримськотатарська   | 5,11 %   |
| вірменська          | 1,53 %   |
| інші/не визначилися | 3,58 %   |